# Historisch China

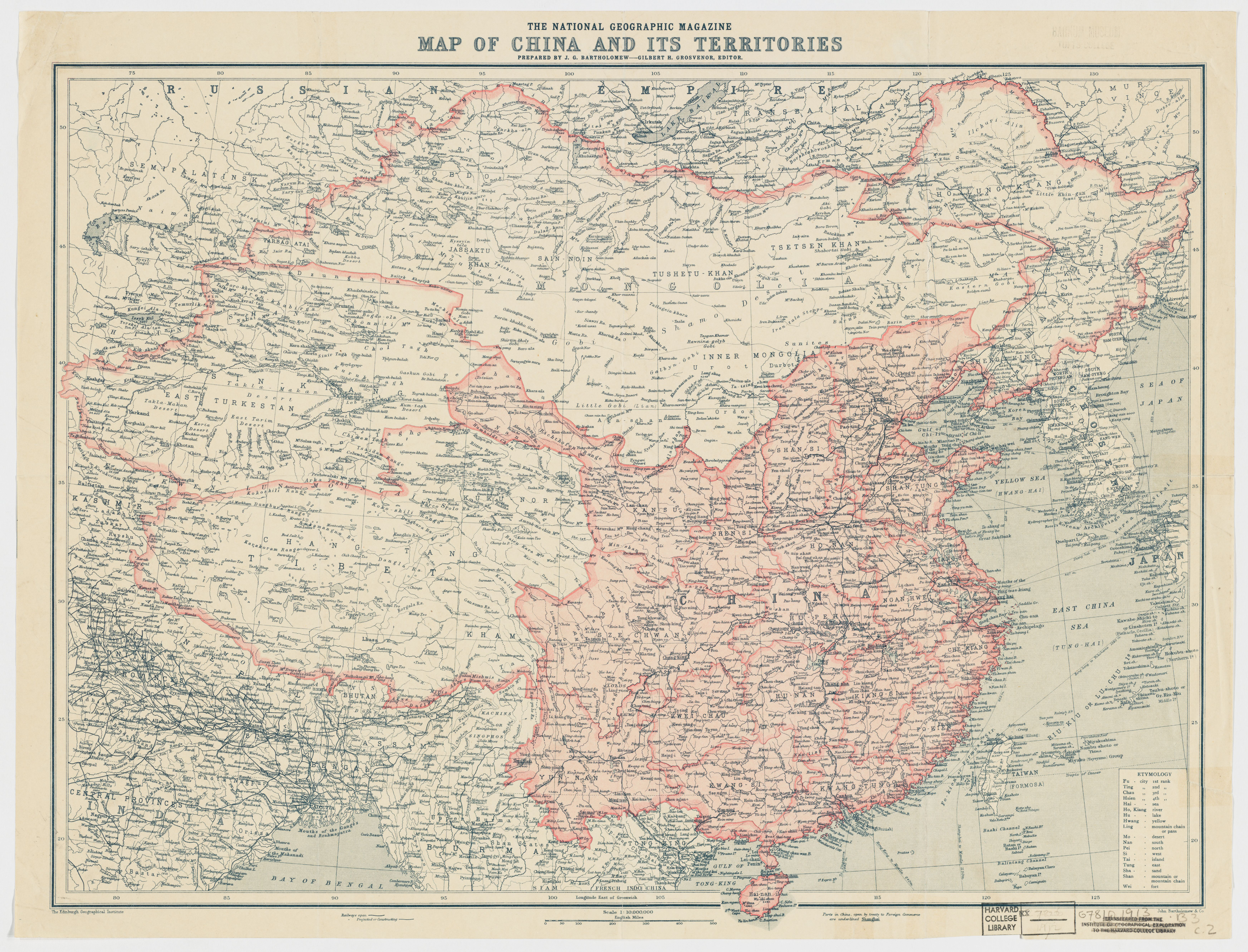
Een kaart van National Geographic uit 1912 van China en haar gebieden, het bevat verschillende gebieden van de Republiek China. De gebieden buiten historisch China zijn wit afgebeeld met een roze grens eromheen.

Historisch China is de term van het gebied dat bestond uit Chinese provincies die al duizenden jaren worden gedomineerd door een Han-Chinese meerderheid.
Tijdens de Qing-dynastie bestond historisch China uit achttien provincies.
De provincies van Qing-China:
| achttien provincies                                                               | achttien provincies                                                                                              |
| --------------------------------------------------------------------------------- | --- |
| - Zhili - Henan - Shandong - Shanxi - Shaanxi - Gansu - Hubei - Hunan - Guangdong | - Guangxi - Sichuan - Yunnan - Guizhou - Jiangsu - Jiangxi - Zhejiang - Fujian (Taiwan apart vanaf 1885) - Anhui |
| andere provincies van de late Qing-dynastie                                       | |
| - Sinkiang - Fengtian - Jilin - Heilongjiang - Taiwan (tot in 1895)               | |

Historisch China bevatte tijdens de Qing-dynastie veel provincies met toentertijd nog een grote percentage niet-Han-Chinezen. De Qing beschouwde volken in deze provincies als Han-Chinezen. Voorbeelden zijn de Zhuang-Chinezen, Miao-Chinezen en de Buyi. Maar veel van deze niet-Han-Chinese bevolking beschouwen zichzelf al honderden jaren als nazaten van Huangdi en noemen zich samen met de Han-Chinezen Yanhuangzisun.
Na de oprichting van de Chinese Republiek werd de term historisch China steeds minder gebruikt.